# Епархия Сан-Исидро де Эль-Хенераля
Епархия Сан-Исидро де Эль-Хенераля (лат. Dioecesis Sancti Isidori) — епархия Римско-Католической церкви с центром в городе Сан-Исидро де Эль-Хенераль, Коста-Рика. Епархия Сан-Исидро де Эль-Хенераля входит в митрополию Сан-Хосе де Коста-Рики. Епархия Сан-Исидро де Эль-Хенераля распространяет свою юрисдикцию на южную часть коста-риканской провинции Пунтаренас и южную часть провинции Сан-Хосе. Кафедральным собором епархии Сан-Исидро де Эль-Хенераля является церковь Святого Исидора в городе Сан-Исидро де Эль-Хенераль.

## История
19 августа 1954 года Римский папа Пий XII издал буллу "Neminem fugit", которой учредил епархию Сан-Исидро де Эль-Хенераля, выделив её из архиепархии Сан-Хосе де Коста-Рики и епархии Алахуэлы.
17 апреля 1998 года епархия Сан-Исидро де Эль-Хенераля передала часть своей территории для возведения епархии Пунтаренаса.

## Ординарии епархии
- епископ Delfín Quesada Castro (22.10.1954 — 17.10.1974);
- епископ Ignacio Nazareno Trejos Picado (19.12.1974 — 31.07.2003);
- епископ Guillermo Loría Garita (31.07.2003 — 24.12.2013);
- епископ Gabriel Enrique Montero Umana O.F.M.Conv. (24.12.2013 — 13.11.2021, в отставке);
- епископ Juan Miguel Castro Rojas (13.11.2021 — по настоящее время).

## Источник
- Annuario Pontificio, Libreria Editrice Vaticana, Città del Vaticano, 2003, ISBN 88-209-7422-3.